# Pías (Maceda)
Pías es un lugar español situado en la parroquia de Castro de Escuadro, del municipio de Maceda, en la provincia de Orense, Galicia.

## Demografía
| Gráfica de evolución demográfica de Pías entre 2000 y 2022 |
|                                                            |
| Datos según el nomenclátor publicado por el INE.           |